# J.League Cup 1998
Der J.League Cup 1998, offiziell aufgrund eines Sponsorenvertrages mit dem Gebäckhersteller Yamazaki Nabisco nach einer Marke desselben 1998 J.League Yamazaki Nabisco Cup genannt, war die sechste Ausgabe des J.League Cup, des höchsten Fußball-Ligapokal-Wettbewerbs in Japan.

## Spieler
| Verein               | Spieler |
| -------------------- | --- |
| Consadole Sapporo    | Dido (3/0), Ryūji Tabuchi (4/0), Pereira (3/0), Satoshi Kajino (3/0), Takashi Kiyama (1/0), Yoshikazu Gotō (1/0), Walter (1/0), Valdes (4/1), Maradona (4/1), Kenji Arima (3/1), Ryūji Katō (1/0), Tsuyoshi Furukawa (4/1), Tatsuya Murata (4/0), Hiromasa Suguri (1/0), Kōta Yoshihara (4/1), Taku Watanabe (4/0), Hiromasa Tokioka (4/0), Nobuhito Toriizuka (2/0), Takashi Yamahashi (1/0) |
| Brummel Sendai       | Norio Takahashi (3/0), Yoshihito Yamaji (1/0), Katsuyuki Saitō (4/0), Yoshitaka Watanabe (4/0), Dubajic (3/0), Naoki Chiba (4/0), Kōji Nakajima (4/0), Kei Mikuriya (3/0), Tatsuya Neko (3/0), Jun Takata (4/0), Manabu Nakamura (3/0), Makoto Segawa (4/1), Yūri Matsumura (1/0), Dan Itō (4/0), Ken Ishikawa (2/0), Yoshinori Abe (4/1) |
| Kashima Antlers      | Jorginho (3/1), Yutaka Akita (1/0), Ryōsuke Okuno (5/0), Naruyuki Naitō (5/1), Yasuto Honda (5/0), Naoki Sōma (1/0), Mazinho (4/2), Takayuki Suzuki (1/0), Bismarck (3/0), Yoshiyuki Hasegawa (4/3), Atsushi Yanagisawa (5/0), Tadatoshi Masuda (4/3), Ichiei Muroi (4/0), Toshiyuki Abe (5/0), Masafumi Mizuki (2/0), Akira Narahashi (1/0), Yoshirō Nakamura (3/1), Daijirō Takakuwa (5/0), Yasuo Manaka (5/1)                                                                                      |
| Urawa Reds           | Hisashi Tsuchida (4/0), Nobuhisa Yamada (4/0), Tsutomu Nishino (4/0), Masaki Tsuchihashi (1/0), Nijhuis (4/1), Osamu Hirose (4/1), Yasushi Fukunaga (3/2), Beguiristain (4/2), Takafumi Hori (4/0), Kenji Ōshiba (4/3), Naoto Sakurai (3/1), Toshiya Ishii (4/0), Shinji Jōjō (4/0), Ken Iwase (4/0), Atsuo Watanabe (2/0) |
| JEF United Ichihara  | Ken’ichi Shimokawa (4/0), Eisuke Nakanishi (2/0), Shin’ichi Mutō (6/1), Scholten (4/2), Satoshi Yamaguchi (6/1), Tomoyuki Sakai (6/1), Kim Dae-eui (2/1), Yoshikazu Nonomura (6/1), Nobuhiro Takeda (6/2), Maslovar (6/6), Atsuhiko Ejiri (6/0), Kazuhiro Suzuki (4/0), Takayuki Chano (5/0), Nozomi Hiroyama (4/2), Katsushi Kurihara (2/0), Naoki Matsushita (2/0), Terumasa Kin (1/0), Atsushi Shirai (2/0), Bingley (2/0)                                                                         |
| Kashiwa Reysol       | Kentarō Sawada (4/0), Takeshi Watanabe (4/0), Takahiro Shimotaira (3/0), Duda (4/2), Basilio (4/3), Nozomu Katō (4/6), Naoki Sakai (2/0), Harutaka Ōno (2/0), Mitsuteru Watanabe (1/0), Tomokazu Myōjin (4/1), Tomohiro Katanosaka (4/0), Hideaki Kitajima (3/0), Yūta Minami (4/0), Tōru Irie (4/0), Takumi Morikawa (4/0), Tomonori Hirayama (2/0) |
| Verdy Kawasaki       | Shinkichi Kikuchi (4/0), Henrique (3/0), Kentarō Hayashi (2/0), Tetsuji Hashiratani (2/0), Masakiyo Maezono (2/1), Ruy Ramos (1/0), Keisuke Kurihara (4/1), Nobuyuki Zaizen (4/0), Edwin (3/0), Yasutoshi Miura (2/1), Toshimi Kikuchi (3/0), Takuya Takagi (1/0), Takuya Yamada (4/0), Atsushi Yoneyama (2/1), Shintetsu Gen (1/0), Tomo Sugawara (4/0), Yukio Tsuchiya (1/0), Mitsunori Yabuta (3/1), Masakazu Senuma (1/0), Kōsaku Masuda (3/1)                                                    |
| Kawasaki Frontale    | Takeshi Urakami (4/0), Kenji Ōba (1/0), Hideki Sahara (3/0), Tamotsu Komatsuzaki (1/0), Pessali (1/0), Yuzuki Itō (2/0), Ken’ichi Sugano (2/0), Valdney (4/1), Betinho (3/1), Mutairu (1/0), Hideki Katsura (2/0), Tetsuo Nakanishi (3/0), Yoshinori Doi (3/0), Shinji Ōtsuka (4/0), Tatsuru Mukōjima (1/0), Masahide Kawamoto (4/0), Akira Itō (3/0), Yasuhiro Nagahashi (1/0), Hiroshi Eda (2/0), Tomoaki Kuno (4/0), Naoki Urata (2/2), Tōru Oniki (3/0), Eiji Takada (1/0)                        |
| Yokohama Marinos     | Katsuo Kanda (3/0), Takehito Suzuki (4/0), Yoshiharu Ueno (4/0), Salinas (3/1), Satoru Noda (4/0), Baldivieso (3/1), Fumitake Miura (4/0), Masahiro Fukazawa (1/0), Naoki Matsuda (4/1), Tatsuya Enomoto (4/0), Ryūji Michiki (4/0), Yoshito Terakawa (2/0), Kazunari Okayama (4/2), Tomokazu Hirama (1/0), Shunsuke Nakamura (4/1), Goikoetxea (3/0), Sōtarō Yasunaga (3/0) |
| Yokohama Flügels     | Kazuki Satō (4/0), Norihiro Satsukawa (3/0), Atsuhiro Miura (3/2), Takeo Harada (3/0), Takayuki Yoshida (1/1), Hideki Nagai (4/0), Hiroki Hattori (2/0), Yasuhiro Hato (3/0), Kōji Maeda (3/0), Haruki Seto (4/1), Hiroshi Satō (4/0), Yūki Inoue (2/0), Hideyuki Ujiie (1/0), Kazuki Teshima (1/0), Yasuhito Endō (4/0), Anderson (4/0), Lediakhov (4/1), Futre (3/0) |
| Bellmare Hiratsuka   | Hironari Iwamoto (4/0), Satoshi Tsunami (4/0), Claudio (4/1), Kazuaki Tasaka (3/0), Hiroaki Kumon (1/0), Yoshihiro Natsuka (2/0), Ricardinho (4/0), Tetsuya Takada (3/0), Hiroshi Sakai (2/1), Masato Harasaki (3/0), Teppei Nishiyama (1/0), Makoto Kakegawa (4/0), Tomoaki Matsukawa (4/2), Takashi Miki (3/0), Daisuke Tonoike (4/2), Takuya Kawaguchi (4/0), Tomoyoshi Ono (1/0), Manabu Komatsubara (2/0), Yasuyuki Moriyama (2/0)                                                               |
| Shimizu S-Pulse      | Masanori Sanada (5/0), Toshihide Saitō (1/0), Masahiro Andō (5/1), Santos (5/1), Katsumi Ōenoki (5/0), Teruyoshi Itō (1/0), Kenta Hasegawa (5/0), Masaaki Sawanobori (4/2), Ryūzō Morioka (3/0), Fabinho (5/3), Tadaaki Matsubara (4/0), Kazuyuki Toda (5/0), Alex (5/0), Daizō Okitsu (1/0), Junji Nishizawa (4/0), Kōhei Hiramatsu (3/0), Yūzō Wada (5/1) |
| Júbilo Iwata         | Hideto Suzuki (4/0), Masahiro Endō (1/0), Adilson (4/1), Makoto Tanaka (5/0), Toshihiro Hattori (2/0), Hiroshi Nanami (2/0), Toshiya Fujita (6/4), Alessandro (4/1), Tomoaki Ōgami (6/0), Nobuo Kawaguchi (5/3), Takahiro Yamanishi (6/0), Akira Konno (1/0), Yoshirō Moriyama (1/0), Norihisa Shimizu (4/2), Naohiro Takahara (6/4), Kiyokazu Kudō (1/0), Takashi Fukunishi (5/1), Takuma Koga (5/0), Daisuke Oku (6/2)                                                                              |
| Nagoya Grampus Eight | Yūji Itō (4/0), Gō Ōiwa (4/0), Kazuhisa Iijima (3/0), Torres (4/0), Allou (3/0), Valdo (4/1), Tetsuya Asano (1/0), Shigeyoshi Mochizuki (4/2), Stojkovic (1/0), Kōji Noguchi (2/1), Kenji Fukuda (4/0), Suguru Itō (4/1), Tetsuya Okayama (4/1), Yūsuke Nakatani (4/0), Kunihiko Takizawa (3/1), Kō Ishikawa (1/0) |
| Kyoto Purple Sanga   | Shigetatsu Matsunaga (4/0), Hiroshi Noguchi (3/0), Eiji Gaya (1/0), Naoto Ōtake (4/0), Junior (2/0), Teruo Iwamoto (4/1), Hajime Moriyasu (4/0), Hisashi Kurosaki (4/3), Silas (2/0), Shinsuke Shiotani (4/0), Masaki Ogawa (4/0), Edmilson (4/1), Shōkichi Satō (2/0), Kensaku Ōmori (3/0), Taijirō Kurita (3/0), Shin’ya Mitsuoka (2/0) |
| Gamba Osaka          | Hayato Okanaka (4/0), Daisuke Saitō (4/0), Noritada Saneyoshi (4/0), Jun’ichi Inamoto (4/0), Naoki Hiraoka (4/0), Krupni (2/0), Masanobu Matsunami (2/0), Hiromi Kojima (4/3), Daiju Matsumoto (2/0), Tōru Araiba (3/0), Yūzō Funakoshi (1/1), Tsuneyasu Miyamoto (4/0), Hitoshi Morishita (4/1), Yūji Hironaga (2/0), Shingi Ono (1/0), Ryūji Bando (4/1), Karic (3/1) |
| Cerezo Osaka         | Seigo Shimokawa (2/0), Masanori Kizawa (2/0), Hiroyuki Inagaki (4/0), Hiroyuki Shirai (4/0), Kazunari Koga (1/0), Shigeki Kurata (3/0), Makoto Yonekura (2/0), Manic (3/2), Akinori Nishizawa (4/1), Ko Jeong-woon (2/0), Tadahiro Akiba (1/0), Toshihiro Uchida (3/0), Katsutoshi Dōmori (1/0), Kazuo Shimizu (3/0), Yoshinari Hyakutake (3/0), Jirō Takeda (2/0), Masaya Nishitani (4/0), Takahiro Sasaki (1/0), Masaru Hashiguchi (3/1), Tetsu Yamato (2/0), Satoru Suzuki (4/0), Akira Kaji (1/1) |
| Vissel Kobe          | Ryūji Ishizue (4/0), Naoki Naitō (2/0), Megumu Yoshida (4/0), Tomas (3/1), Ryūji Kubota (4/0), Yūta Abe (3/0), Takanori Nunobe (4/0), Shigetoshi Hasebe (2/0), Takuya Jinno (3/0), Akihiro Nagashima (3/1), Tomoji Eguchi (1/0), Mitsutoshi Watada (4/2), Keiji Kaimoto (3/0), Kazuyoshi Mikami (4/0), Jun Iwashita (1/0), Kōji Yoshimura (3/1), Michael Yano (1/0), Yūsuke Satō (3/0), Yūichi Yōda (1/0), Naoto Matsuo (2/0), Bingley (1/0)                                                          |
| Sanfrecce Hiroshima  | Hiroshi Miyazawa (3/0), Hiroshige Yanagimoto (4/0), Hiroyoshi Kuwabara (3/0), Mitsuaki Kojima (2/0), Yasuhiro Yoshida (3/0), Tatsuhiko Kubo (3/0), Masato Fue (3/0), Susumu Ōki (4/0), Satoshi Koga (2/0), Katsuhiro Minamoto (3/0), Iwao Yamane (4/0), Takashi Shimoda (4/0), Kōta Hattori (3/0), Popovic (2/1), Keita Kanemoto (2/0), Makoto Ōkubo (4/1), Kazuyoshi Matsunaga (1/0), Shin’ya Kawashima (2/1), Takaya Ōishi (1/0)                                                                    |
| Avispa Fukuoka       | Hideaki Mori (2/0), Yoshinori Furube (4/0), Atsuhiro Iwai (4/0), Fernando (4/1), Takayuki Nishigaya (3/1), Kiyotaka Ishimaru (4/2), Obiku (4/2), Pablo (2/0), Yūsaku Ueno (2/1), Daisuke Nakaharai (2/0), Yoshiteru Yamashita (3/0), Tomoaki Sano (4/0), Yoshihiro Nishida (1/0), Kentarō Sakai (2/0), Yoshiyuki Shinoda (1/0), Tatsunori Hisanaga (4/0), Yūji Ōkuma (4/0), Yūji Yokoyama (4/0), Shōji Ikitsu (1/0)                                                                                   |

## Ergebnisse

### Gruppenphase

#### Gruppe A
| Pl. | Verein              | Sp. | S | U | N | Tore    | Diff. | Punkte |
| --- | ------------------- | --- | - | - | - | ------- | ----- | ------ |
| 1.  | Júbilo Iwata        | 4   | 3 | 0 | 1 | 012:500 | +7    | 09     |
| 2.  | Urawa Reds          | 4   | 2 | 2 | 0 | 010:300 | +7    | 08     |
| 3.  | Verdy Kawasaki      | 4   | 2 | 1 | 1 | 006:400 | +2    | 07     |
| 4.  | Sanfrecce Hiroshima | 4   | 1 | 1 | 2 | 003:700 | −4    | 04     |
| 5.  | Brummel Sendai      | 4   | 0 | 0 | 4 | 002:140 | −12   | 0      |

#### Gruppe B
| Pl. | Verein           | Sp. | S | U | N | Tore    | Diff. | Punkte |
| --- | ---------------- | --- | - | - | - | ------- | ----- | ------ |
| 1.  | Kashima Antlers  | 4   | 3 | 1 | 0 | 011:400 | +7    | 10     |
| 2.  | Kashiwa Reysol   | 4   | 3 | 1 | 0 | 012:700 | +5    | 10     |
| 3.  | Avispa Fukuoka   | 4   | 1 | 1 | 2 | 007:900 | −2    | 04     |
| 4.  | Yokohama Marinos | 4   | 1 | 0 | 3 | 007:110 | −4    | 03     |
| 5.  | Cerezo Osaka     | 4   | 0 | 1 | 3 | 005:110 | −6    | 01     |

#### Gruppe C
| Pl. | Verein            | Sp. | S | U | N | Tore    | Diff. | Punkte |
| --- | ----------------- | --- | - | - | - | ------- | ----- | ------ |
| 1.  | Shimizu S-Pulse   | 4   | 4 | 0 | 0 | 008:200 | +6    | 12     |
| 2.  | Kawasaki Frontale | 4   | 2 | 0 | 2 | 004:200 | +2    | 06     |
| 3.  | Gamba Osaka       | 4   | 2 | 0 | 2 | 007:600 | +1    | 06     |
| 4.  | Yokohama Flügels  | 4   | 1 | 0 | 3 | 005:800 | −3    | 03     |
| 5.  | Consadole Sapporo | 4   | 1 | 0 | 3 | 005:110 | −6    | 03     |

#### Gruppe D
| Pl. | Verein               | Sp. | S | U | N | Tore    | Diff. | Punkte |
| --- | -------------------- | --- | - | - | - | ------- | ----- | ------ |
| 1.  | JEF United Ichihara  | 4   | 3 | 1 | 0 | 014:700 | +7    | 10     |
| 2.  | Nagoya Grampus Eight | 4   | 2 | 1 | 1 | 007:700 | ±0    | 07     |
| 3.  | Bellmare Hiratsuka   | 4   | 1 | 1 | 2 | 006:700 | −1    | 04     |
| 4.  | Vissel Kobe          | 4   | 1 | 1 | 2 | 005:800 | −3    | 04     |
| 5.  | Kyoto Purple Sanga   | 4   | 0 | 2 | 2 | 006:900 | −3    | 02     |

### Finalrunde

#### Halbfinale
|                     | Ergebnis |                 |
| ------------------- | -------- | --------------- |
| Shimizu S-Pulse     | 0:2      | Júbilo Iwata    |
| JEF United Ichihara | 3:2      | Kashima Antlers |

#### Finale
|              | Ergebnis |                     |
| ------------ | -------- | ------------------- |
| Júbilo Iwata | 4:0      | JEF United Ichihara |